# محلية وادي حلفا
محلية وادي حلفا هي إحدى محليات ولاية الشمالية، في السودان.

## انظر ايضًا
- محليات السودان.
- ولايات السودان.